# 蓝喉红嘴蜂鸟
蓝喉红嘴蜂鸟（学名：[Chlorestes eliciae] 错误：{{Lang}}：文本有斜体标记（帮助）），是雨燕目蜂鸟科的一种鸟类。
蓝喉红嘴蜂鸟体重约3.6克，翼长约49.5毫米，嘴峰长约18.3毫米，喙宽度约2.4毫米，喙厚度约2.3毫米，跗蹠长约3.3毫米，尾长约27.8毫米。蓝喉红嘴蜂鸟在其分布区内为留鸟，其栖息在半开放的高大树木组成的森林中，食性为草食性，主要食物来源是植物的花蜜。

## 亚种
- [C. e. eliciae] 错误：{{Lang}}：文本有斜体标记（帮助）：分布于墨西哥东南部和伯利兹至哥斯达黎加南部。
- [C. e. earina] 错误：{{Lang}}：文本有斜体标记（帮助）：分布于巴拿马西部、科伊瓦島、巴拿马湾和哥伦比亚西北部。[4]